# Kikuchi Naoki
Naoki Kikuchi (sinh ngày 3 tháng 7 năm 1973) là một cầu thủ bóng đá người Nhật Bản.

## Sự nghiệp câu lạc bộ
Naoki Kikuchi đã từng chơi cho Júbilo Iwata.